# Yūya Tegoshi
Yūya Tegoshi (手越祐也, Tegoshi Yūya) est un chanteur et acteur japonais né le 11 novembre 1987 à Kanagawa. Il fait partie du groupe de J-pop NEWS de la Johnny's Entertainment. Il fait aussi partie du duo Tegomass avec Takahisa Masuda.

## Informations
- Tegoshi Yuya a rejoint la Johnny's Entertainement en décembre 2002. Il a participé à différentes activités en tant que junior. Dix mois après son entrée dans la Johnny's, il a fait ses débuts avec le groupe NEWS composé alors de 9 membres.
- Grâce à sa voix il est devenu très populaire, il a aussi commencé à jouer dans de nombreux dramas et a même joué dans un film.
- Durant la suspension provisoire qu'a connue le groupe NEWS en 2006, le « sous-groupe » Tegomass s'est formé, il est composé de Tegoshi et de Masuda Takahisa et a fait ses débuts en Suède. Ils ont sorti deux singles depuis leurs débuts : Miso soup et plus tard Kiss~Kaeri Michi no Love Song qui a servi de premier ending de l'anime Lovely Complex.
- Tegoshi continue ses études de psychologie à l'université Waseda mais à cause de son emploi du temps très chargé, il prend des cours par correspondance.Il avait fait du foot pendant 10 ans.
- En mai 2020, la Johnny's Entertainment annonce un arrêt de toutes les activités de Yuya Tegoshi. Il est suspendu à la suite de la parution d'un article qui dénonçait Yuya d'avoir organisé des soirées dans des bars alors que le confinement avait été annoncé pour tout le pays[1].

## Filmographie

### Dramas
- (2011) Deka Wanko
- [2010] Yamato Nadeshiko Shichi Henge
- (2009) Dareka Ga Uso Wo Tsuiteiru
- [2008] Usouso
- (2008) Shabake 2
- [2007] Shabake
- [2006] Hyoten 2006
- [2006] My Boss, My Hero
- [2006] Gachi Baka!
- [2005] Gekidan Engimono, lie Ga Tooi
- [2005] Sai no Blues

### Films
- (2010) Memoirs of a teenage amnesiac
- [2007] Happy Feet (doublage japonais de Mumble)
- [2005] Shissou-Dead Run

### Divers
Émission TV
- [2007] Itte Q

Pièce de théâtre
- [2007] Tegoraji
- Dreamboys

Publicités
- Nintendo DS jeu Pokémon
- LAWSON
- Tongari Corn
- Vermont Curry
- RUSS-K (avec NEWS)
- Yametoma Calbee